# Artyom Fyodorov
Artyom Anatolyevich Fyodorov (tiếng Nga: Артём Анатольевич Фёдоров; sinh ngày 16 tháng 12 năm 1984) là một cầu thủ bóng đá người Nga. Hiện tại anh thi đấu cho FC Fakel Voronezh.